# Cinelerra

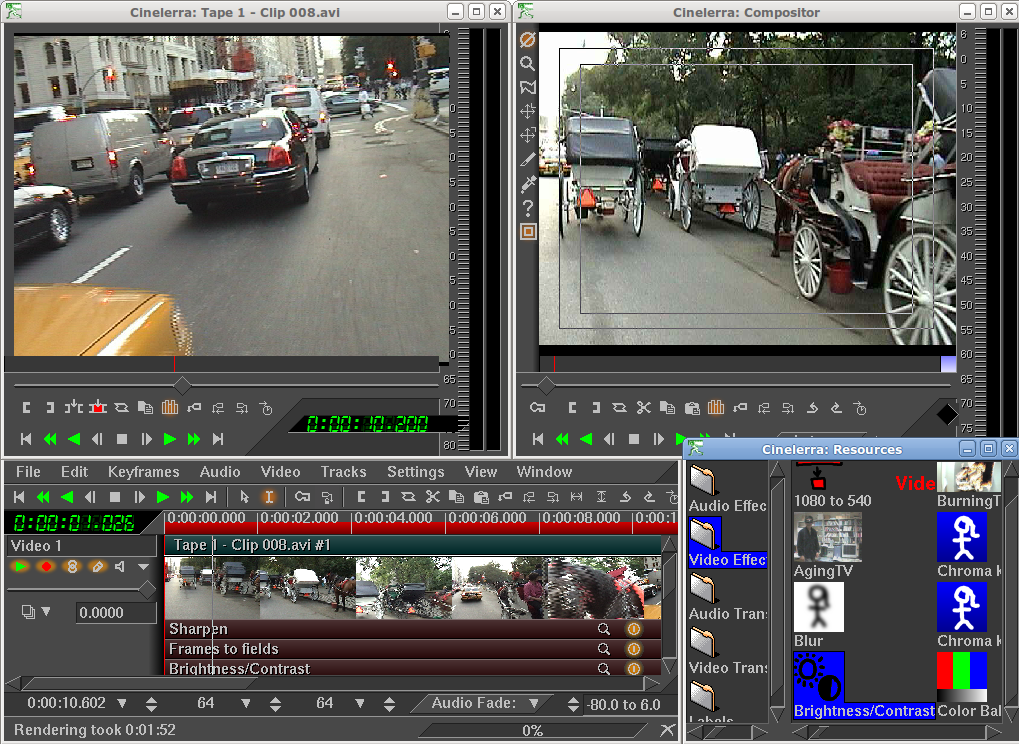
Cinelerra 2.1 utilisé pour le montage de séquences dans un projet vidéo

Cinelerra est un logiciel libre et sophistiqué de montage vidéo pour le système d'exploitation GNU/Linux. Il a été conçu par Heroine Virtual et est distribué selon les termes de la Licence publique générale GNU.
En plus du montage, il prend en charge des opérations de composition avancées telles qu'incrustations, mattes, générateur de titres, effets multiples pour le montage vidéo et audio en plus de l'automatisation des images clés, selon la variante, de nombreuses autres fonctions professionnelles. Il traite l'audio au format 64 bit à virgule flottante. La vidéo est traitée dans les espaces couleurs RGBA ou YUVA, sous forme d'entier 16 bits ou de virgule flottante. Le logiciel est indépendant de la fréquence de rafraîchissement et de la résolution de la vidéo. La variante GG pouvant elle prendre en charge des vidéos jusqu'en résolution 8K et peut également créer des DVD et des Blu-ray.

## Historique
Les racines de Cinelerra remontent à 1996. Cette année-là, Adam Williams de Heroine Virtual, développeur principal de Cinelerra, a sorti un éditeur audio Unix appelé Broadcast 1.0 qui pouvait traiter des fichiers audio 2G avec seulement 64 Mo de mémoire. Il était destiné aux studios professionnels mais son interface utilisateur était réduite à sa plus simple expression.
En 1997, Broadcast 2.0 a introduit une interface utilisateur plus proche de ce que nous connaissons aujourd'hui, avec une barre de menu, une boîte à boutons, une console et des commandes de transport. Il permettait de gérer un nombre illimité de pistes audio sur lesquelles il était possible d'appliquer des effets en temps réel.
C'est seulement en 1999, avec la version Broadcast 2000, que la possibilité de gérer des pistes vidéo a été ajoutée. Les possibilités de cette version étaient très intéressantes, mais il était complexe à utiliser.
C'est la raison pour laquelle une nouvelle version fut mise au point, pour offrir une ergonomie plus proche de ce que l'on rencontrait sur les environnements Windows ou Macintosh. Cette version abandonna le nom originel au profit de Cinelerra, qui a été publié pour la première fois sous ce nom le 12 août 2002, tandis que Broadcast2000 a été retiré par le développeur Heroine Virtual en septembre 2001,. Cinelerra est devenue la première application de production de médias 64 bits lorsqu'elle a été réécrite pour fonctionner avec le processeur AMD Opteron en juin 2003 et a été présentée à SIGGRAPH en 2004 à San Diego. Depuis lors, de nombreuses versions ont été publiées. La version originale est toujours produite par Williams. La communauté du logiciel libre a fait plusieurs forks, mais un seul est encore actif. Pour un aperçu complet des versions, voir la section Histoire de Cinelerra. Même si les différentes variantes se ressemblent, il existe des différences fonctionnelles considérables entre elles. 
Une vue d'ensemble des différentes variantes qui ont publié plus d'une version:
| Variante de Cinelerra | Date et version dernière publication | Date et version première publication | Distributions Linux (programme exécutable)              | Nouvelles publications | Langues GUI supportées                                 |
| --------------------- | ------------------------------------ | ------------------------------------ | ------------------------------------------------------- | ---------------------- | ------------------------------------------------------ |
| GG Infinity           | 2021-12-31, 2021-12                  | 2016-03-31, 5.1                      | AppImage                                                | mensuel                | anglais, français, allemand, russe, espagnol, hongrois |
| HV                    | 2024-05-17, 9                        | 2002-08-12, 1.0.0                    | Ubuntu                                                  | annuel                 | DE, ES, EU, FR, IT, NB, PT_BR, SL                      |
| CV                    | 2015-08-13, 2.3                      | 2003-04-29, 1.1.5                    | [Dans les dépôts des anciennes distributions GNU/Linux] | inactif                | DE, ES, EU, FR, IT, NB, PT_BR, RU, SL                  |

## Interface
L'interface de Cinelerra est similaire à celle d'autres systèmes de montage non linéaire, tels que Adobe Premiere Pro, Final Cut Pro et Avid Media Composer. Toutefois, comme elle comprend un moteur de compositing, elle peut également être assimilée à un logiciel de compositing tel que Adobe After Effects, Smoke on Linux ou Shake. L'utilisateur se voit présenter par défaut quatre fenêtres (dans le sens des aiguilles d'une montre à partir du bas à gauche dans l'image en haut à droite) :
1. La timeline, qui donne à l'utilisateur une vue temporelle de toutes les pistes vidéo et audio du projet, ainsi que des données des images clés pour par exemple le mouvement de la caméra, les effets ou l'opacité.
2. la visionneuse, qui donne à l'utilisateur un moyen de "balayage" (déplacement manuel de la tête de lecture vers l'avant ou vers l'arrière pour localiser un emplacement ou un mot spécifique) dans les séquences.
3. le compositeur, qui présente à l'utilisateur une vue du projet final tel qu'il apparaîtrait une fois rendu. Le compositeur est interactif en ce sens qu'il permet à l'utilisateur d'ajuster la position des éléments vidéo ; il réagit également aux interventions de l'utilisateur.
4. les ressources, qui présente à l'utilisateur une vue de toutes les ressources audio et vidéo du projet, ainsi que les effets et transitions audio et vidéo disponibles.

Cinelerra utilise sa propre boîte à outils de composantes d'interface graphique Guicast (la bibliothèque d'interface graphique de Cinelerra), qui n'est pas conforme aux bonnes pratiques pour l'IHM des principaux bureaux sous Linux tels que GNOME et KDE. Ceci a l'avantage qu’il se présente et fonctionne de la même manière quelle que soit la distribution ou le bureau utilisé, et de ne pas dépendre d'un bureau dont les mises à jour peuvent faire changer les caractéristiques, et donc l'intégration graphique du logiciel.

## Utilisateurs et récompenses
Cinelerra a gagné du terrain auprès de certains passionnés de Linux à la recherche d'un système de montage vidéo natif. L'utilisation professionnelle a été principalement promue par Linux Media Arts, qui a vendu un ensemble intégré de matériel et de logiciels pour la production vidéo incluant Cinelerra.
Lors du salon des médias électroniques 2004 de la National Association of Broadcasters, Cinelerra a reçu le prix "Making the Cut" de Bob Turner, décerné aux « meilleurs et plus excitants produits de post-production vus à la convention ».
En décembre 2018, le magazine en ligne "Libre Graphics World" a inclus Cinelerra dans sa comparaison de la viabilité des éditeurs vidéo pour Linux.

## Cinelerra.org
Le site cinelerra.org a été initialement enregistré par un membre de la Communauté Cinelerra-CV, Richard Baverstock, le 10 janvier 2004]. Vers janvier 2014, la Communauté Cinelerra-CV a négligé le renouvellement de cinelerra.org. Le domaine a alors été repris par un autre projet géré par Michael Collins, l'un des fondateurs de Cinelerra et un professionnel de l'informatique ayant de l'expérience dans l'industrie du cinéma et qui a contribué à la création de Cinelerra. cinelerra.org a été organisé de manière à fusionner tous les projets Cinelerra existants tout en apportant des corrections et des améliorations supplémentaires. Depuis le début de 2015, Cinelerra.org dispose d'un dépôt Git ouvert sur Google Code pour l'analyse et pour la saisie ; cependant, cette plate-forme est en lecture seule depuis 24 août 2015. Cinelerra.org a sorti une version 5.0 de Cinelerra centrée sur les studios. L'objectif de Cinelerra.org était de développer une valeur plus professionnelle du produit à partir de 2016.
Actuellement, Cinelerra.org soutient le travail de Cinelerra-HV. Son site web propose des liens dans la section de téléchargement vers les variantes Cinelerra-HV et Cinelerra-GG.

## Variantes

### Cinelerra-HV
Heroine Virtual (HV), l'éditeur de la version originale de Cinelerra produit une nouvelle version de Cinelerra chaque année, disponible sous forme code source et binaire pour Ubuntu dans le HV-repo sur SourceForge et sous forme de code source dans le HV-repo sur GitHub.
Un nouveau dépôt continu pour Cinelerra-HV a été publié en février 2024 dans le HV-repo sur GitHub. Ce dépôt contient les binaires (builds continus) pour Ubuntu. Ces builds continus incluent les dernières fonctionnalités et corrections de bugs à des fins de test. Cinelerra-HV est en développement actif. Après chaque mise à jour du dépôt de code source sur GH, Adam Williams compile/fournit un fichier binaire de test (dans le dépôt binaire sur GH).
HV utilise SourceForge depuis le début, dont la première source y a été hébergée le 9 septembre 2001. Néanmoins via cette plateforme, le développeur ne réponds pas aux signalements de bogues, ni aux demandes de patchs ou de fonctionnalités supplémentaires. Le code source n'est disponible qu'en téléchargement complet pour chaque version. L'accès intermédiaire aux fichiers sources n'est pas possible. Si des bugs et problèmes d'ergonomie trouvés et résolus par la communauté sont soumis à Heroine Virtual, il n'y a souvent pas de réponse immédiate. Ce n’est qu’à la sortie d'une nouvelle version qu'on peut savoir si Heroine Virtual a intégré ou non ces changements, détaillés dans le changeLog.
Un accès intermédiaire aux fichiers sources, ainsi qu'une réponse immédiate sont possibles dans le dépôt HV sur GitHub.
Le développeur répond aux rapports de bugs, aux demandes de correctifs ou de fonctionnalités supplémentaires via cette plateforme.

### Cinelerra-CV / Cinelerra-CVE
En raison des délais de développement et de la spécificité d’une distribution pour le Cinelerra originant de Heroine Virtual, un groupe de développeurs de logiciels ont créé leur propre version de Cinelerra appelée Cinelerra-CV (où CV signifie version communautaire).
Jusqu'à Cinelerra 2.1, la numérotation des versions de Cinelerra-CV suivait celle d'Heroine Virtual. Après la sortie d’une version de Heroine Virtual, Cinelerra-CV examininait les changements introduits par la nouvelle version et les a fusionnait dans sa version. Le CV a été ajouté à la fin du numéro de version pour indiquer la version communautaire. Par exemple, après la fusion des codes HV2.1, la version CV a été appelée 2.1CV. Depuis la version 2.2, Cinelerra-CV utilise son propre schéma de version, mais fusionne toujours le code de Cinelerra-HV.
Après le 26 juin 2019, les pages web officielles ont été mises hors ligne et l'URL redirige vers le site web de Cinelerra-GG.
Le nouveau site officiel de Cinelerra-CV a été publié le 1er juillet 2020. Le code source de Cinelerra-CV est disponible depuis le nouveau dépôt officiel sur GitHub . La nouvelle liste de diffusion officielle de Cinelerra-CV est disponible ici. La liste de diffusion de Cinelerra-CV depuis 2001 est archivée. La collection complète des archives anciennes (précédentes) de la liste de diffusion de Cinelerra-CV est référencée/liée depuis cette page du nouveau site officiel de Cinelerra-CV.
Cinelerra-CVE est un fork de Cinelerra-CV créé pour expérimenter avec le code de Cinelerra. Le fork a été créé par le principal développeur de Cinelerra-CV (2012-2018), Einar Rünkaru, en juin 2008 et publié à la mi-mars 2010.

« La principale différence entre Cinelerra-CVE et (Cinelerra-HV, Cinelerra-CV, Cinelerra-GG) est la tentative d'utiliser (dans Cinelerra-CVE) les secondes comme base de temps au lieu de la fréquence d'images et de la fréquence d'échantillonnage. Une implémentation du minutage basé sur PTS permet de modifier des médias à fréquence d'images variable et de se débarrasser de l'hypothèse que l'audio et la vidéo commencent simultanément... Le grand plan est d'amener Cinelerra-CVE à un niveau où un utilisateur peut mixer (dans Cinelerra) des médias de différentes origines, avec différents taux de fréquence d'images, résolutions, taux d'échantillonnage, espaces de couleur et obtenir le résultat dont il/elle a besoin. Si le résultat n'est pas satisfaisant, l'utilisateur disposera des outils pour ajuster le projet jusqu'à ce que le résultat soit parfait. »

Le dépôt de Cinelerra-CVE est disponible sur GitHub  et présente des mises à jour fréquentes. Pour en savoir plus sur Cinelerra-CVE, visitez cette page sur le nouveau site officiel de Cinelerra-CV."

### Lumiera
En avril 2008, la communauté Cinelerra s'est lancée dans une refonte et réécriture de la Version Communautaire. Initialement appelé Cinelerra3, il a été rapidement séparé en un projet indépendant. Le nom Lumiera a été choisi par la communauté par une sélection collaborative et un vote.
Le projet a maintenu un développement actif depuis lors, mais il n'y a toujours pas d'application utilisable en octobre 2023, car l'équipe principale a décidé de construire le moteur et l'infrastructure de la base vers le haut, tandis que l'interface utilisateur est développée pour correspondre aux capacités du noyau.
Lumiera n'est pas un fork de Cinelerra. Pas une seule ligne du code de Cinelerra n'est maintenant utilisée dans Lumiera. Lumiera est construit à partir de zéro, en commençant par le noyau du moteur, tout en poursuivant une vision semblable et en élargissant certaines des idées et approches trouvées dans Cinelerra. Le projet est né d'un effort pour corriger des problèmes de longue date présents dans la base de code de Cinelerra-CV datants de cette époque. La technologie actuelle est cependant construite à partir de zéro, en utilisant des méthodes modernes.
Le projet reste dans un statut de développement pré-alpha, avec une mise à jour annuelle des nouveaux développement de Lumiera Lumiera news.
L'interface native de Lumiera sera écrite en GTK+, bien que d'autres interfaces soient possibles, du fait que l'interface utilisateur est chargée comme un plug-in.
L'objectif du projet Lumiera est de construire une application de montage vidéo et de composition non linéaire (NLE) open-source et gratuite.

### Cinelerra-GG Infinity
Cinelerra-GG, une variante distincte de Cinelerra par William Morrow et Phyllis Smith, a commencé avec le code fusionné de Cinelerra-HV et Cinelerra-CV mais s'est rapidement développé. Elle a d'abord été développée au sein de Cinelerra.org (Cinelerra 4.6-mod, Cinelerra 5.0), parmi la communauté du site de Cinelerra-cv.org (Cinelerra 5.0, Cinelerra 5.1, Cinelerra GG 5.1) et depuis décembre 2018 sous le nom de Cinelerra-GG Infinity, il a dorénavant son propre site web cinelerra-gg.org. William est décédé le 11/2020 lors d'une promenade à vélo, mais Phyllis continue à travailler sur Cinelerra-GG. Un nouveau développeur effectue maintenant des mises à jour fréquentes.
Un point important est que Cinelerra-GG réduit la dépendance aux bibliothèques système en les incluant là où c'est possible, comme FFmpeg et OpenEXR. Cela lui permet de fonctionner de la même manière indépendamment des versions de la bibliothèque de la plate-forme et lui permet également d'utiliser des versions plus récentes des bibliothèques que celles disponibles sur la plate-forme donnée.
Cinelerra-GG est déterminée à se rapprocher le plus possible de ce que l'on peut attendre d'un logiciel de montage vidéo de niveau professionnel (NLE) pour la plate-forme Linux.
Il offre de nombreuses particularités. Ils incluent la prise en charge des versions récentes de ffmpeg, de nombreux outils de correction des couleurs, gère des definitions allant jusqu'à 8K, deux interfaces pour les modules audio (LADSPA, et LV2 tels que Calf Studio Gear), plusieurs filtres de bruits et stabilisateurs de mouvement, le montage multi-caméra, proxies, le filtrage des médias des dossiers intelligents, un espace couleur 8 et 10 bits, une prévisualisation en direct des ressources, des pistes partagées, des modifications de groupe, des options de préconfiguration de rendu et la possibilité d'enregistrer la disposition des espaces de travail. Il prend en charge plus de 400 formats vidéo/images pour le décodage et plus de 150 pour l'encodage, dont Apple ProRes, AV1 et WEBP. Il dispose d'un module "Sketcher" pour le dessin à main levée, supporte la création de Blu-ray HD, de DVD et certains plugins OpenCV comme FindObj. Il permet des clips imbriqués, et le partage de clips entre projets ("fichier par référence").
Il supporte les modules-roulettes ShuttlePRO V.2 et ShuttleXpress de Contour Design, les moniteurs multiples, le HiDPI, et le décodage/encodage supporté par le matériel via vaapi/vdpau/CUDA/NVENC.
Comme les autres versions de Cinelerra, Cinelerra-GG utilise sa propre interface graphique, avec un grand nombre de thèmes d'interface graphique pour répondre aux préférences de l'utilisateur.
Cinelerra-GG est en développement actif, avec une version stable à la fin de chaque mois. Il est fourni sous forme d'AppImage 64 ou 32 bits pour Linux. Le code source est disponible en téléchargement mensuel (manuel) ou à partir de son git.
Avant 2021, il était fourni sous la forme d'un programme multi-utilisateurs pré-packagé pour huit distributions Linux différentes (Ubuntu, Debian, Arch, OpenSuse, Slackware, Fedora, Centos, Mint) et FreeBSD. Lorsque le répertoire source applicable est ajouté à au gestionnaire de mises à jour d'une distribution, les mises à jour mensuelles apparaissent automatiquement. De plus, il existe des versions autonomes mono utilisateur pour les 8 distributions Linux. Toutes les versions sont disponibles en 64 bits, pour Debian 9, Slackware et Ubuntu 14 il y a aussi des versions 32 bits pour utilisateur unique. Le code source est disponible en téléchargement mensuel manuel ou à partir du git. Comme preuve de concept, depuis la version 2020-01, il existe une version Windows avec des fonctionnalités limitées ; pour plus de détails, voir le chapitre 1 du manuel.
En plus des versions mensuelles de Cinelerra-GG, il est également disponible en deux variantes Linux dédiées au multimédia: AV Linux (en) et Bodhi Linux. Il est également inclus dans DeLinuxCo, et dans la version légère Elive, dont la version 32 bits est utilisable sur les anciens ordinateurs.
Cinelerra-GG communique (en anglais uniquement) avec ses utilisateurs et développeurs par le biais de trois plates-formes: son forum (orienté vers l'utilisateur), un gestionnaire de problèmes (en) (demandes de fonctionnalités, problèmes, feuille de route), et une liste de diffusion (discussions des développeurs). Chaque version mensuelle comporte un nombre important de changements résultant de discussions et d'échanges d'informations sur ces plates-formes.
Cinelerra-GG dispose d'un manuel (en anglais) activement mis à jour, qui est également directement accessible de l’application Cinelerra-GG. Le manuel est utile tant pour les débutants (par exemple, la section dédiée à une prise en main rapide) que pour les professionnels. Il existe également une chaine YouTube avec des tutoriels.
Les différences entre la GG et les autres variantes de Cinelerra se trouvent dans le document comparatif .

## Historique des versions de Cinelerra
Les événements de la créatrice originale Heroine Virtual ont été indiqués avec HV, ceux de la "version communautaire" avec CV, et ceux de la variante GG Infinity avec GG.
| Variante | Version | Date de publication | Changements |
| -------- | ------- | ------------------- | --- |
|          |         | 2000-06-15          | Fondation du projet Cinelerra. Après de nombreuses discussions entre Adam Williams et Michael Collins concernant la direction du montage non linéaire sous Linux, Williams a présenté le nom et le concept de Cinelerra à son partenaire commercial Michael Collins à Sunnyvale, en Californie. |
| HV       | Bêta 1  | 2002-06-10          | Les fichiers de sauvegarde de SourceForge de HV montrent une augmentation fréquente de l'activité depuis 2001-09-09 jusqu'à la version 1.1.0. |
| HV       | Bêta 2  | 2002-07-12          | |
| HV       | 1.0.0   | 2002-08-12          | Première publication. |
| HV       | 110802  | 2002-11-08          | Cette version s'identifiait toujours comme la version 1.1.0, mais comportait des changements considérables par rapport à la version 2002-08-12, par exemple le support de LADSPA et des changements de titre. Comme il y a 3 blocs de commentaires distincts dans le journal des modifications depuis la version du 12/08/2002, ceci correspond plutôt à une version 1.1.3. |
| HV       | 1.1.5   | 2003-02-11          | À partir du journal des changements dans la source (sélection, traduit) : ¨Désentrelacement adaptatif, mélange alpha 16 bits approprié, plus d'options ffmpeg/MPEG-4s¨ |
| CV       | 1.1.5   | 2003-04-29          | Code HV "bifurqué" dans une version CVS communautaire. |
| HV       | 1.1.6   | 2003-05-12          | À partir du journal des changements dans la source (sélection, traduit) : "Coller le silence et les images clés des effets de décalages correctement, améliorations de l’outil de titres, améliorations de IEEE1394, permettre d'ajouter une piste n'importe où dans la timeline, défilement automatique de la timeline lors du glissement du curseur." |
| HV       | 1.1.7   | 2003-08-11          | À partir du journal des changements dans la source (sélection, traduit) : "Time stretch" basé sur le chevauchement des fenêtres au lieu de FFT, utilisation du décodeur ffmpeg pour MPEG-4, l'arrêt sur image a l'option de doublage de ligne, importation de dvgrab et de fichiers AVI de lavtools. Adaptations pour CPU X86 64 bits." |
| CV       | 1.1.7   | 2003-10-05          | Fusion avec la version CVS de la communauté. |
| HV       | 1.1.8   | 2003-11-11          | À partir du journal des changements dans la source (sélection, traduit) : "Triage dans la boîte de fichiers, suivi des pistes, plus d'info-bulles, inversion télécinéma sans artefacts, améliorations du sur-échantillonnage." |
| HV       | 1.1.9   | 2004-02-11          | De la rubrique NEWS du site web Heroine Virtual (traduit) : ¨Voici un point de repère puisque c'est probablement la première fois que plus de codes a été soumis par la communauté qu'en interne.¨ |
| CV       | 1.1.9   | 2004-02-17          | Fusion avec la version CVS de la communauté. |
| HV       | 1.2.0   | 2004-05-11          | De la rubrique NEWS du site web Heroine Virtual (traduit) : "Cinelerra comporte un nombre massif de petits changements. Quicktime décode enfin les en-têtes Sorenson et compressés." |
| HV       | 1.2.1   | 2004-08-12          | De la rubrique NEWS du site web Heroine Virtual (traduit) : "Mise à jour à Quicktime 2.0.4. Entrez dans le monde de l'imagerie en virgule flottante dans cette version. Ce n'est pas seulement un espace de couleurs plus précis, c'est une toute nouvelle façon de penser la couleur. Enfin, Cinelerra est officiellement plus stable en mode 64 bits qu'en mode 32 bits." |
| CV       | 1.2.1   | 2004-08-16          | Fusion avec la version CVS de la communauté. Des améliorations spéciales ont été ajoutées à cette version, par exemple H264 Kod. Cineon utilisé au NAB sous Fedora 1,2 et BSD 5, il peut traiter des films 4k 4096x4096 si la carte graphique le permet. Fréquence d'images rapide supérieure à 210 images par seconde à 720x480 29,97, tout en apportant de la vidéo HD en direct dans la timeline à partir d'une caméra vidéo. Pilote video4linux pour puce Zoran. |
| HV       | 1.2.2   | 2005-01-10          | Depuis le journal des modifications dans la source (sélection, traduit) : "Effet de seuil, effet de masque flou, gradient sphérique, suivi de mouvement et de rotation, chargement TIFF en niveaux de gris, lecture et écriture RGBA8888 en quicktime." |
| CV       | 1.2.2   | 2005-01-18          | Fusion avec la version CVS de la communauté. |
| CV       | 2.0     | 2005-09-29          | Fusion avec la version CVS de la communauté. |
| HV       | 2.0     | 2005-10-04          | De la rubrique NEWS du site web Heroine Virtual (traduit) : "H.264 encoding and MPEG-4 audio encoding. Import MPEG video directly.¨ |
| HV       | 2.1     | 2006-07-02          | Depuis le journal des modifications dans la source (sélection, traduit) : "Améliorations multiples du traitement audio, améliorations du compositeur, support limité des sous-titres de DVD, support OpenGL pour le compositing et de nombreux effets, améliorations du suivi de mouvement." |
| CV       | 2.1     | 2006-09-07          | Fusion avec la version CVS de la communauté. (Première utilisation de Git et fusion de plusieurs personnes) |
| HV       | 4.0     | 2008-08-11          | Depuis toutes les versions 2.0, à partir de 10 bits (utile pour Cinepaint professionnelle) et 16 bits RGB(A), YUV(A) a été supprimé et remplacé par RGB YUV Float. |
| HV       | 4.1     | 2009-09-25          | De la rubrique NEWS du site web Heroine Virtual (traduit) : "La caractéristique principale est l'imbrication des séquences. La fenêtre de visualisation n'affiche pas les clips vidéo, Bug corrigé dans la prochaine version au détriment d'une autre fonctionnalité supprimée." |
| HV       | 4.2     | 2010-10-17          | De la rubrique NEWS du site web Heroine Virtual (traduit) : "Il s'agit principalement d'une correction de bogues et d'une version pour les besoins personnels. La fonction "Édition→Aligner les éditions", qui aligne toutes les éditions audio avec la vidéo. Fonctionnalité d'enjambement des images clés, où la mise en évidence d'une région avec génération d'images clés entraîne l'enjambement de toutes les images clés par les ajustements d'effets. Tous les actifs sont maintenant ouverts dans des sous-processus afin de ne pas faire tomber le programme entier lorsqu'il se bloque. Il n'est plus possible de faire glisser et de déposer des clips de montage. Cette fonctionnalité a été supprimée ici et dans les versions futures. |
| CV       | 2.1.5   | 2010-11-21          | De la rubrique NEWS du site web Cinelerra-CV (traduit) : ¨CinelerraCV 2.1.5 est sorti, avec le support audio SOWT, d'autres améliorations et des corrections de bogues. Pour plus de détails, voir l'annonce de la sortie." |
| HV       | 4.3     | 2011-08-06          | De la rubrique NEWS du site web Heroine Virtual (traduit) : "Texte au film". Permet de transformer un script en un film instantané avec mise à jour et recherche en direct." |
| CV       | 2.2     | 2011-11-13          | De la rubrique NEWS du site web Cinelerra-CV (traduit) : "Il comprend le Bezier Patch de Hermann Vosseler (automatisation du bézier pour les fondus de Cinelerra-CV, la caméra et le projecteur), des paramètres par défaut améliorés, une gamme audio étendue, la prise en charge des commentaires multilignes des étiquettes et des clips, l'autodétection d'OpenGL dans configure, la détection de v4l2.¨ |
| HV       | 4.4     | 2012-09-07          | De la rubrique NEWS du site web Heroine Virtual (traduit) : ¨Démarrage et réactivité plus rapides, oscilloscope audio, nouveau thème lumineux, et aussi correction des couleurs à trois voies." |
| HV       | 4.5     | 2013-10-25          | De la rubrique NEWS du site web Heroine Virtual (traduit) : "Courbes de vitesse principalement pour la vidéo & en qualité dégradée pour l'audio. Un certain contrôle sur le fait que l'automatisation suit ou non les montages. Possibilité de transférer des images clés entre les pistes audio et vidéo. Les mouvements temporaires sont stockés dans les fichiers /tmp/m et /tmp/r. Time Avg efface l'accumulateur sur les images clés." |
| HV       | 4.6     | 2014-09-10          | De la rubrique NEWS du site web Heroine Virtual (traduit) : "Montage en mode "split pane". OpenGL supporté sur Intel HD. Améliorations des titres. Corrections de bogues.¨ |
| org      | 5.0     | 2015-07-04          | Cinelerra.org publié une version de Cinelerra centrée visant les studio, intitulée 5.0. Cinelerra est maintenant entièrement intégré au format FFMPEG et prend en charge de nombreux standards de cinéma 4K et 2K non compressés de fabricants de caméras tels qu'AJA, Blackmagic Design et Red. |
| CV       | 2.3     | 2015-08-13          | De la rubrique NEWS du site web Cinelerra-CV (traduit) : "Prise en charge complète de l'UTF-8 ; Moteur complètement nouveau de superposition et rééchantillonnage; Nouveaux graphiques: panneau « A propos », quelques icônes; nouveaux plugins: GreyCStoration, C41, Bluebanana, color3way, findobject, lens; quelques traductions ont été mises à jour (allemand, italien, français, norvégien, portugais); beaucoup de petites corrections de bugs; changements dans le système de compilation." |
| HV       | 4.6.1   | 2015-11-09          | De la rubrique NEWS du site web Heroine Virtual (traduit) : ¨Mise à jour de la bibliothèque des compresseurs x264. Amélioration du décodage mp3. La mise à l'échelle de la vidéo est maintenant soit la plus proche voisine, soit bicubique, mais jamais linéaire. Le montage par proxy a commencé avant de découvrir que les PC modernes peuvent facilement décoder les fichiers 4k." |
| 5.1 (GG) | 5.1     | 2016-03-31          | La première des sorties mensuelles d'une branche distincte des versions HV, CV et .org, d'abord sous le nom de Cinelerra 5.1, mais à partir de septembre 2018 sous le nom de Cinelerra-GG Infinity. |
| HV       | 6.0     | 2016-11-17          | De la rubrique NEWS du site web Heroine Virtual (traduit) : "Mise à jour du décodage h264. Il n'y a plus de picons dans la fenêtre des ressources. Le suivi des mouvements a été optimisé. Les effets de rééchantillonnage ont obtenu de nouvelles interfaces. Le titreur peut charger des fichiers de sous-titres.¨ |
| HV       | 7.0     | 2017-10-13          | De la rubrique NEWS du site web Heroine Virtual (traduit) : "Lecture optimisée des vidéos grand format. Décodage H.265. Capture d'écran optimisée. Mélange sphérique de la caméra. Le compte-gouttes peut afficher la valeur maximale. Interpolation des images CR2 toujours avec la balance des blancs." |
| GG       | 2018-09 | 2018-09-30          | Première des sorties mensuelles de la version Cinelerra-GG Infinity, il s'agit d'une sortie en continu. Voir les notes de sortie qui couvrent les versions mensuelles depuis la mi-2016, initialement non pas sous le nom de GG mais sous la version 5.1. |
| HV       | 7.1     | 2019-01-23          | De la rubrique NEWS du site web Heroine Virtual (traduit) : ¨Exportation de la vidéo H.265 en Quicktime. Recherche de fichiers MKV/WEBM. Correction d'autres bogues.¨ |
| GG       | 2019-01 | 2019-01-31          | La 5e sortie mensuelle de Cinelerra-GG Infinity ajoute la prise en charge des jog-wheels ShuttlePRO V.2 et ShuttleXpress de Contour Design. |
| GG       | 2019-04 | 2019-04-30          | La 8e sortie mensuelle de Cinelerra-GG Infinity permet un décodage accéléré par le GPU pour certains formats vidéo. |
| GG       | 2019-05 | 2019-05-31          | La 9e sortie mensuelle de Cinelerra-GG Infinity ajoute l'encodage accéléré par le GPU pour certains formats vidéo. |
| GG       | 2019-07 | 2019-07-31          | La 11e sortie mensuelle de Cinelerra-GG Infinity présente des améliorations significatives en matière de masquage. |
| HV       | 7.2     | 2019-10-11          | De la rubrique NEWS du site web Heroine Virtual (traduit) : "Une mise à niveau audio. Nouveau flanger, chorus, trémolo et compresseur multibande. La réverbération a été dotée d'un filtre passe-bande complet. Le compresseur est équipé de VU-mètres et d'un système de grille. Prise en charge de Pulseaudio. Échantillonnage d'images clés précises pour les plugins audio. Meilleure synchronisation entre les plugins audio et la tête de lecture. Cliquez avec le bouton droit sur une modification pour obtenir une boîte d'information. Les corrections de bogues toujours présents." |
| GG       | 2019-10 | 2019-10-31          | La 14e sortie mensuelle de Cinelerra-GG Infinity ajoute une mise à l'échelle pour les moniteurs HiDPI et accélère le décodage AV1. |
| GG       | 2020-01 | 2020-01-31          | La 17e sortie mensuelle de Cinelerra-GG Infinity ajoute OpenSuse Tumbleweed comme plate-forme supportée et Gentoo comme plate-forme mono-utilisateur. En outre, une version limitée pour Windows est disponible. |
| GG       | 2020-07 | 2020-07-31          | La 23e sortie mensuelle de Cinelerra-GG Infinity ajoute l'alignement de la vidéo à l'aide de timecodes, deux autres formats de sous-titres, et la rotation automatique pour les vidéos dont les métadonnées de rotation sont définies. |
| GG       | 2021-02 | 2021-02-28          | Ajout d'une version AppImage. |
| HV       | 7.3     | 2021-03-04          | De la rubrique NEWS du site web Heroine Virtual (traduit) : "Corrections de bugs pour l'affichage sur écrans 4K, support du format CR3." |
| GG       | 2021-03 | 2021-03-31          | Ajout d'un plugin Posterize, différentes corrections de bugs. |
| GG       | 2021-05 | 2021-05-31          | Il ajoute une aide contextuelle via alt-h. |
| GG       | 2021-07 | 2021-07-31          | Mises à jour des codecs x264, x265 et AV1, mise à jour de la prise en charge de H.265 10 et 12 bits et combinaison avec 8 bits, améliorations de l'exportation EDL, division des espaces couleur PAL/NTSC. |
| GG       | 2021-08 | 2021-08-31          | Le logiciel intégré ffmpeg a été mis à jour à la version 4.4, plus de 20 nouveaux effets audio/vidéo, des vitesses rapides/lentes configurables. |
| HV       | 7.4     | 2021-10-21          | De la rubrique NEWS du site web Heroine Virtual (traduit) : "Chargez une EDL imbriquée sans la coller. Echanger un actif pour une EDL imbriquée. Modifier la fréquence d'images d'une EDL imbriquée. Damier de transparence. Modifier les paramètres d'un seul montage avec la saisie de texte. Vérifications pour les EDLs imbriquées récursives" |
| GG       | 2021-10 | 2021-10-31          | La 34e sortie mensuelle de Cinelerra-GG Infinity. Formats de rendu supplémentaires (Cineform, DPX, MXF), ajout du hongrois comme langue de l'interface graphique, correction du fondu des titres, correction du démarrage lent dû à la découverte inutile de plugins. |